# 修道院長聖アントニウス (コレッジョ)

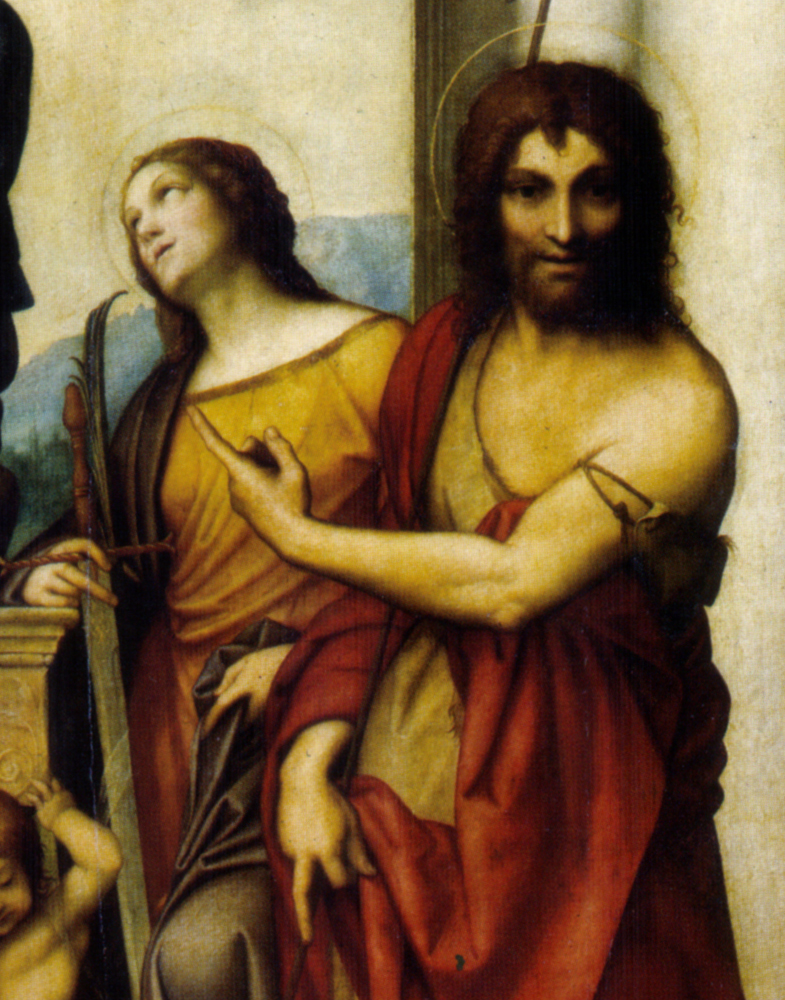
コレッジョの『聖フランチェスコの聖母』の洗礼者ヨハネ（ディテール）。

『修道院長聖アントニウス』（しゅうどういんちょうせいアントニウス、伊: Sant'Antonio abate, 英: Saint Anthony Abbot）は、イタリアのルネサンス期のパルマ派の画家コレッジョが1517年から1518年ごろに制作した絵画である。油彩。キリスト教の聖人である聖アントニウスを描いている。もともとはナポリにある神愛オラトリオ会のジロラミーニ教会のコレクションに由来する作品で、現在はナポリのカポディモンテ美術館に所蔵されている。

## 主題
聖アントニウスは3世紀から4世紀の聖人で、エジプトに生まれた。修道院制度の創始者とされるため、しばしば大修道院長聖アントニウスとも呼ばれる。彼は両親が死去すると財産を貧しい人々に分け与えたのち、砂漠に隠遁し、隠者として孤独な生活を続けたが、悪魔たちの攻撃と誘惑に苦しめられたと伝えられている。悪魔たちは聖人を襲って聖人を空中に吊り上げたり、身体を引き裂こうとするが、神が聖アントニウスのもとに現れると逃走したと伝えられている。

## 作品
コレッジョは聖アントニウスの半身像を描いている。聖アントニウスは物憂げな眼差しでうつむいており、胸の前で両手を交差させている。赤い布を左肩に掛けて身体を覆っている。赤い布は画面左上の光によって照らされ、布の折り目を際立たせている。コレッジョは聖人を大胆にクローズアップして描くことで、隠者としての物語の細部や設定の大部分を排除する一方、この人物が聖アントニウスであることを伝統的なアトリビュートである小さな鐘が吊るされた杖を左手に持たせることで示している。ほとんど恐怖した表情と開いた口は、聖アントニウスの内に秘めた孤独と心を揺さぶられる人間性を持った苦悩を抱えた人物にしている。
図像的にはコッレッジョのサン・フランチェスコ教会のために制作された祭壇画『聖フランチェスコの聖母』（Madonna di San Francesco）に描かれた洗礼者ヨハネの厳しい表情や、あるいはメトロポリタン美術館所蔵の『四聖人』（Cuatro santos）の聖レオナルド、『聖ヒエロニムス』（San Girolamo）との関連性が指摘されている。特に本作品の聖アントニウスは『四聖人』の聖レオナルドに近く、おそらく後の『この人を見よ』（Ecce homo）における苦しむイエス・キリストの先例となった。これらの作品において、コレッジョはアンドレア・マンテーニャの厳格な芸術に従いながらも様々な表現を積極的に取り入れている。本作品において顕著なのはレオナルド・ダ・ヴィンチの影響であり、前景で交差された両手に見るように構図を緻密に練りながら、上半身のひねりによって奥行きを増し、緩やかに背景に溶け込ませている。また聖人の顔は巧みなキアロスクーロによって光を緩やかに調節したことにより、部分的に影の中に沈み込み、暗い背景の茂みと一体化しているように見える。
帰属については、19世紀の案内書によるとラファエロ・サンツィオの弟子ポリドーロ・ダ・カラヴァッジョ、あるいは南イタリアの画家アンドレア・ダ・サレルノの作品とされていた。これを1901年に若いコレッジョに帰属したのは美術史家アドルフォ・ヴェントゥーリであった。
制作年代については、美術史家デイヴィッド・エクセルジャンは1517年から1518年ごろとしている。

## 来歴
発注者や制作経緯、初期の来歴などは不明であるが、顧客の個人的な信仰心の要求に応えるために制作されてことは明らかである。ジロラミーニ教会の聖具室に収蔵されていた絵画は20世紀初頭に発見され、1906年にカポディモンテ美術館に収蔵された。

## ギャラリー
関連作品

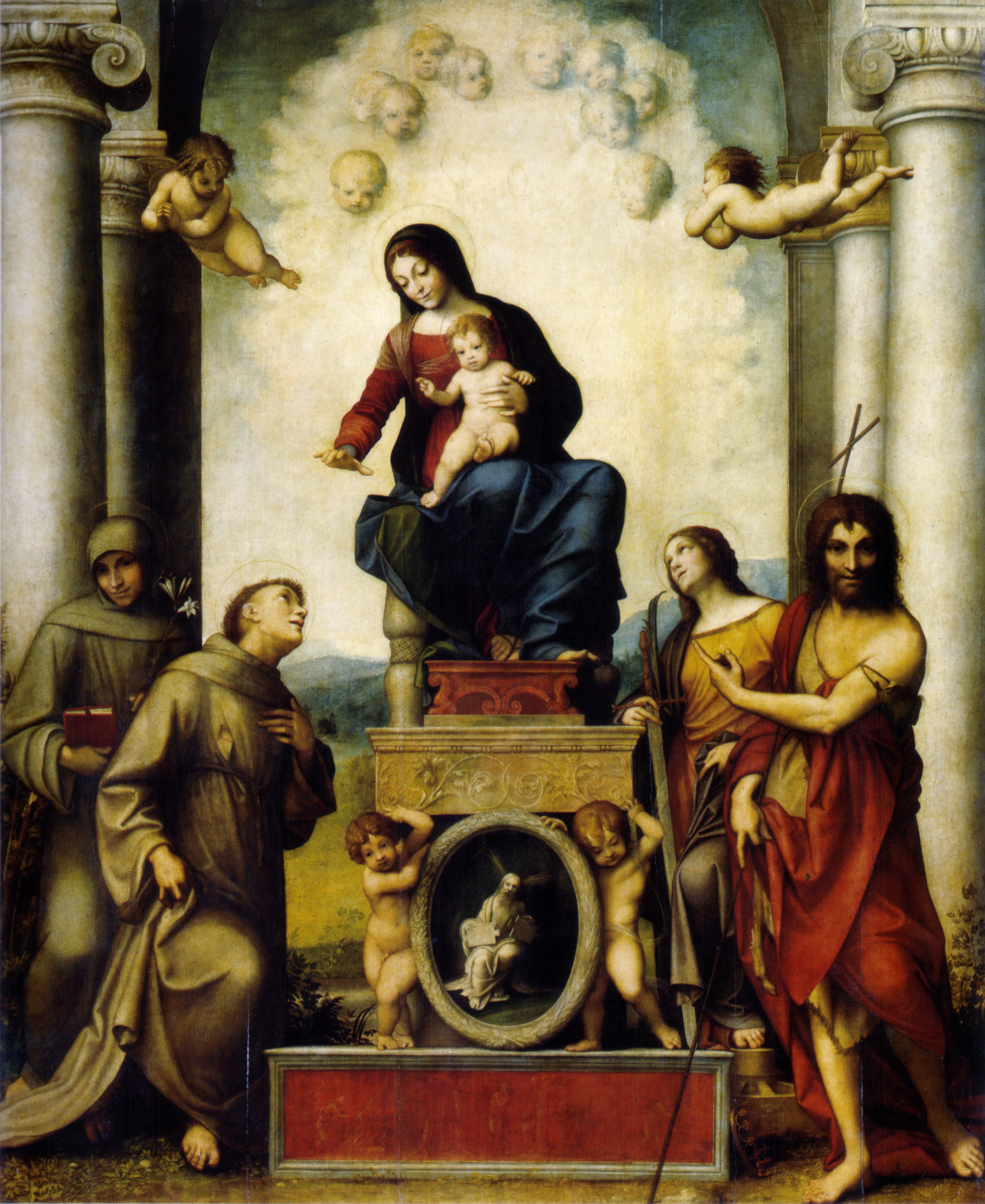
『聖フランチェスコの聖母』1514年 アルテ・マイスター絵画館所蔵
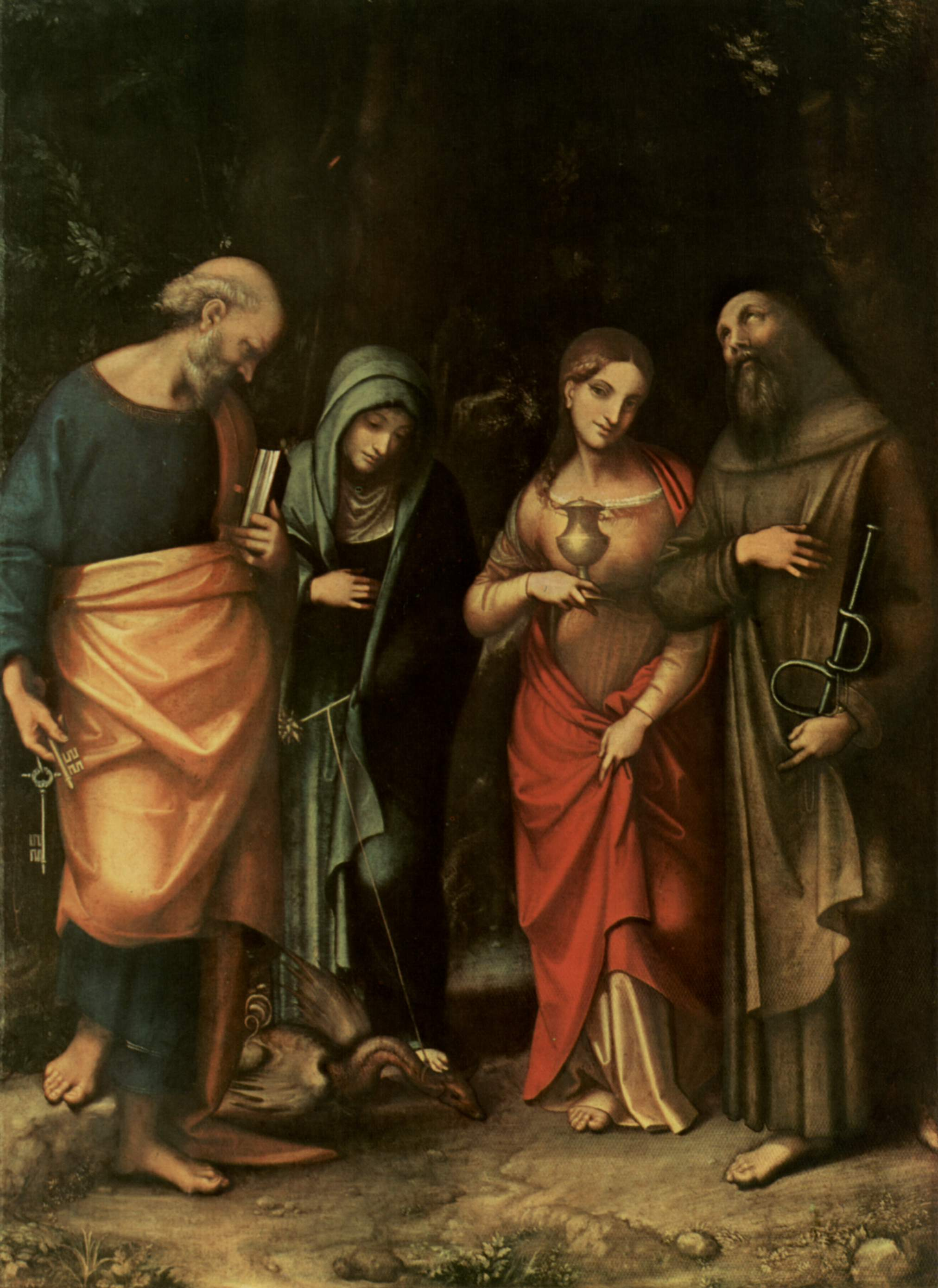
『四聖人』1515年ごろ メトロポリタン美術館所蔵
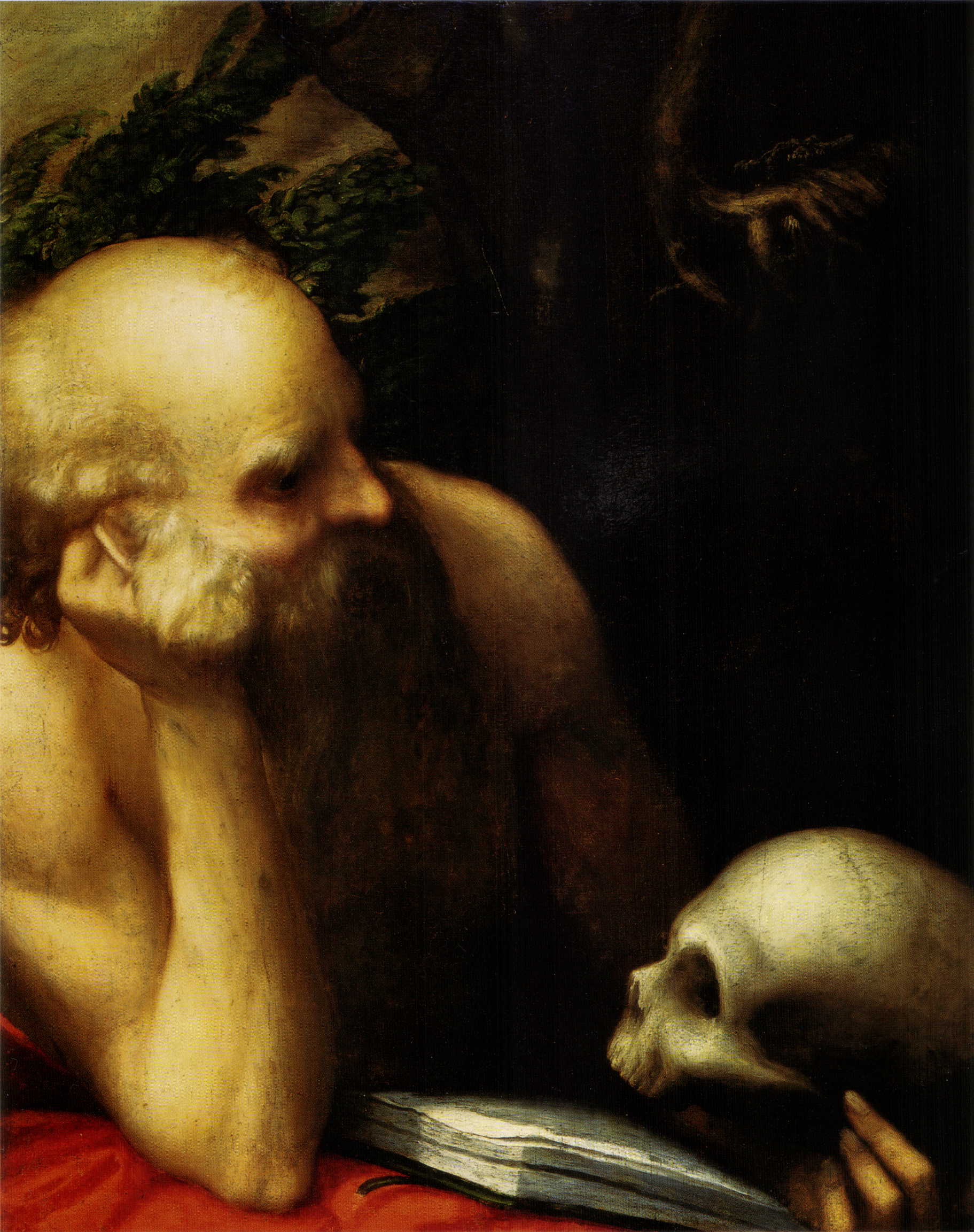
『聖ヒエロニムス』1515年から1518年の間 王立サン・フェルナンド美術アカデミー所蔵
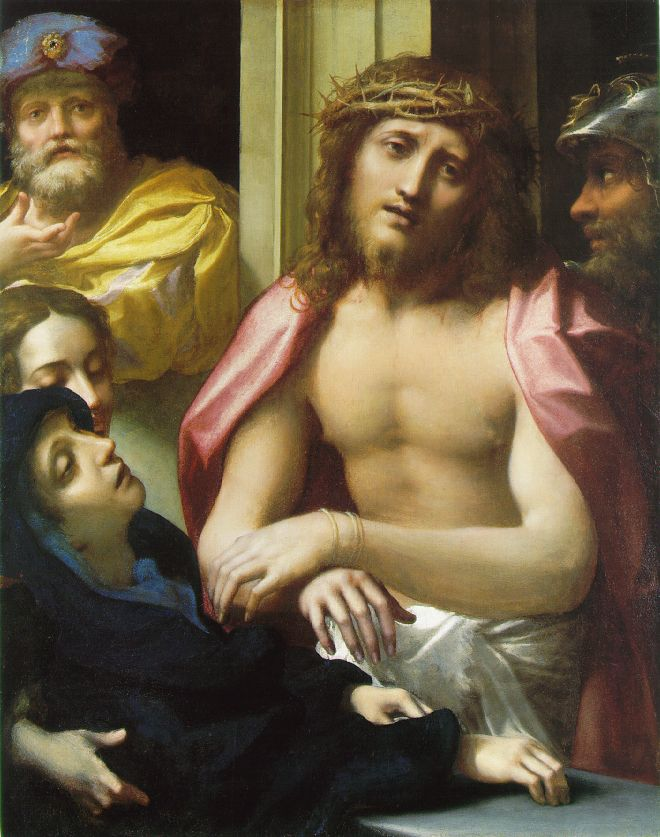
『この人を見よ』1526年ごろ ロンドン・ナショナル・ギャラリー所蔵